# (29443) Remocorti
(29443) Remocorti est un astéroïde de la ceinture principale.

## Description
(29443) Remocorti est un astéroïde de la ceinture principale. Il fut découvert le 13 juillet 1997 à San Marcello Pistoiese par Luciano Tesi et Gabriele Cattani. Il présente une orbite caractérisée par un demi-grand axe de 2,29 UA, une excentricité de 0,19 et une inclinaison de 11,1° par rapport à l'écliptique.

## Compléments